# نواه بورتر
نواه بورتر (بالإنجليزية: Noah Porter) هو لغوي أمريكي، ولد في 14 ديسمبر 1811 في فارمنغتون في الولايات المتحدة، وتوفي في 4 مارس 1892 في نيو هيفن في الولايات المتحدة.